# Alan Brown
Alan Brown (n. 20 noiembrie 1919, Malton, Yorkshire – d. 20 ianuarie 2004, Guildford, Surrey) a fost un pilot englez de Formula 1 care a evoluat în Campionatul Mondial între anii 1952 și 1954.